# Malcolm Rowe
Malcolm Rowe  (né le 27 juin 1953) est un juge de la Cour suprême du Canada. Il est le premier juge originaire de la province de Terre-Neuve-et-Labrador. Il a auparavant été nommé juge à la Cour suprême de Terre-Neuve-et-Labrador en 1999, puis juge à la Cour d'appel de Terre-Neuve-et-Labrador en 2001. 

## Biographie

### Études et carrière
Malcolm Rowe est né à St. Jones, à Terre-Neuve-et-Labrador, en 1953. Son père a grandi sur l’île Fogo, et travaillait dans le domaine des pêches côtières. Sa mère provenait d’un autre village de pêcheurs, Lamaline.
Malcolm Rowe est le premier de sa famille à compléter des études supérieures. Il a étudié à l’Université Memorial de 1970 à 1975, où il a obtenu un baccalauréat ès sciences et un baccalauréat ès arts. Il a ensuite complété un baccalauréat en droit à la Faculté de droit Osgoode Hall de 1975 à 1978. Il a été admis au Barreau de Terre-Neuve-et-Labrador en 1978 et au Barreau de l'Ontario en 1986.
Malcolm Rowe a commencé sa carrière comme greffier adjoint à l’Assemblée législative de Terre-Neuve-et-Labrador, où il a été le conseiller du président en matière de procédures parlementaires. En 1980, il est entré au service du ministère des Affaires extérieures à titre d’agent du service extérieur. De 1984 à 1996, il a pratiqué en pratique privée pour le cabinet d’avocats Gowling et Henderson à Ottawa, d’abord comme sociétaire puis comme associé. Durant cette période, il a notamment fait partie des équipes ayant participé aux procédures d’arbitrage international du conflit concernant la délimitation des frontières maritimes du Canada autour de l’archipel français Saint-Pierre-et-Miquelon,. Il a par la suite participé aux pourparlers et litiges internationaux portant sur la surpêche en haute mer dans les Grands Bancs de Terre-Neuve,. En 1996, il est devenu greffier du Conseil exécutif et secrétaire du Cabinet au gouvernement de Terre-Neuve-et-Labrador. Durant cette période, il a coordonné, en tant que chef de la fonction publique, une modification constitutionnelle afin de remplacer le système scolaire confessionnel de Terre-Neuve-et-Labrador par un système public,. Il s'est vu conféré le titre de conseiller du Roi en 1992.
Il a été nommé juge de première instance à la Cour suprême de Terre-Neuve-et-Labrador en 1999, puis juge à la Cour d’appel de Terre-Neuve-et-Labrador en 2001. De 2002 à 2016, il s'est également impliqué au sein d'Action Canada, organisme visant le perfectionnement des leaders de demain.
Malcolm Rowe a été nommé juge à la Cour suprême du Canada par le premier ministre Justin Trudeau en octobre 2016. Il est fonctionnellement bilingue,. Sa nomination est la première de Justin Trudeau, et la première du gouvernement du Canada dans le cadre de son nouveau processus de sélection des juges à la Cour suprême. Malcolm Rowe remplace le juge de la Nouvelle-Écosse Thomas Cromwell, qui a pris sa retraite de la Cour suprême le 1er septembre 2016.